# نعيمة (فلم 2022)
نعيمة هو فيلم مغربي قصير من 12 دقيقة من إخراج وكتابة سامي سيف سر الخاتم سنة 2022. يحكي عن قصة الطفل سامي الذي يهوى لعب الكرة و العلاقة المثينة التي تربطه بمربيته الدادة نعيمة.

## الجوائز
- جائزة مهرجان سينيمانا الدولي بعمان: تم تتويج فيلم نعيمة من إخراج سامي سيف سر الخاتم في إطار الدورة الرابعة مهرجان سينيمانا الدولي بدولة سلطنة عمان بعد فوزه بالجائزة الثانية في صنف الأفلام الروائية القصيرة.[5][6][7][8][9]
- جائزئة ملتقى سينما المجتمع: فاز فيلم نعيمة بالجائزة الكبرى التي تحمل إسم جائزة العين في ختام فعاليات الدورة السادسة لملتقى سينما المجتمع ببئر مزوي بضواحي مدينة خريبكة ، بتعاون و بدعم من المركز السينمائي المغربي والمجمع الشريف للفوسفاط والمديرية الإقليمية والجهوية للثقافة والمديرية الإقليمية للتربية الوطنية بالمغرب.[10][11]

## الطاقم

### الإخراج:
- سامي سيف سر الخاتم

### الممثلون:
- راوية/ فاطمة هراندي
- مراد حميمو
- أحمد حمود